# 실

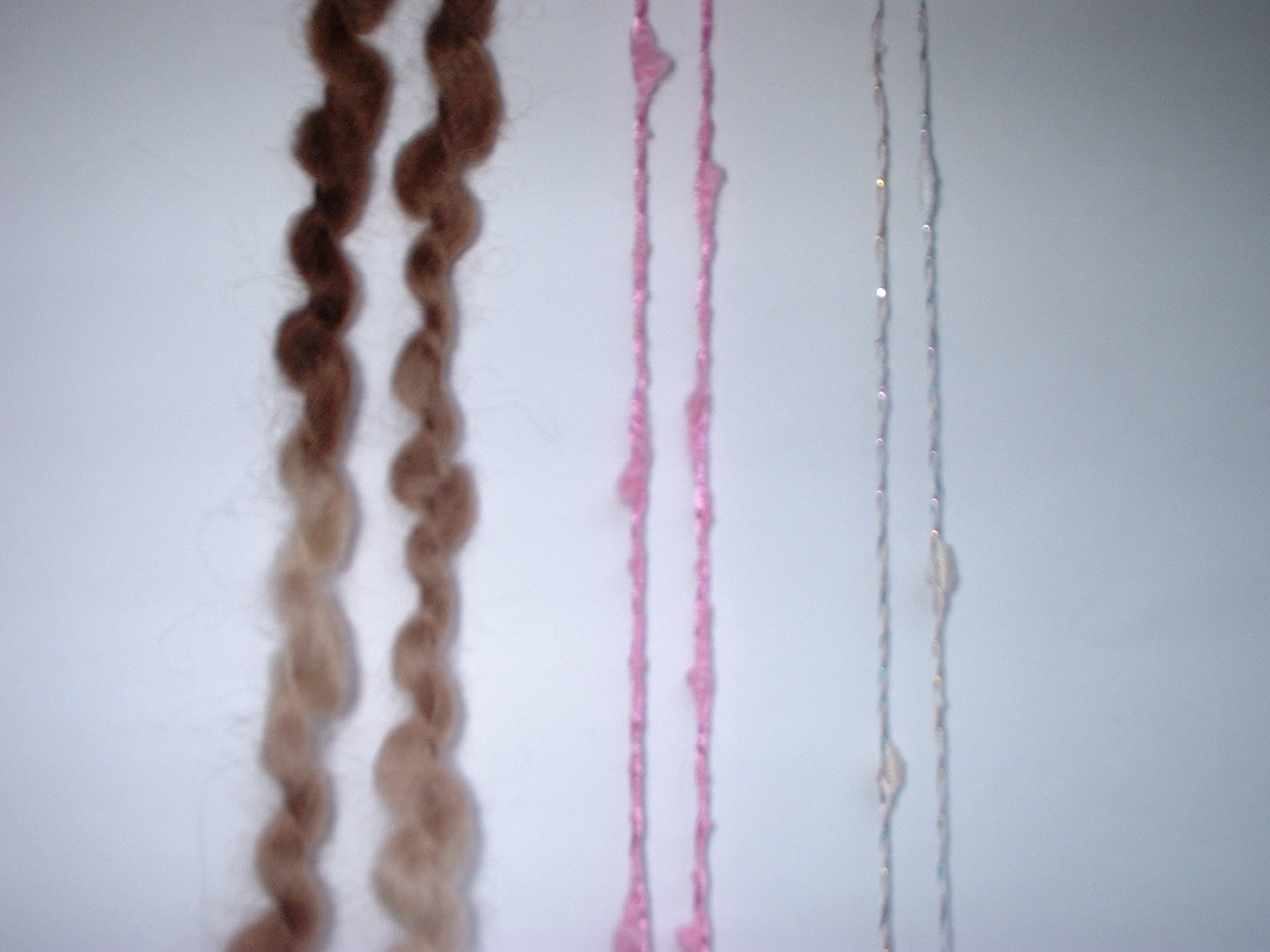
실의 모습.

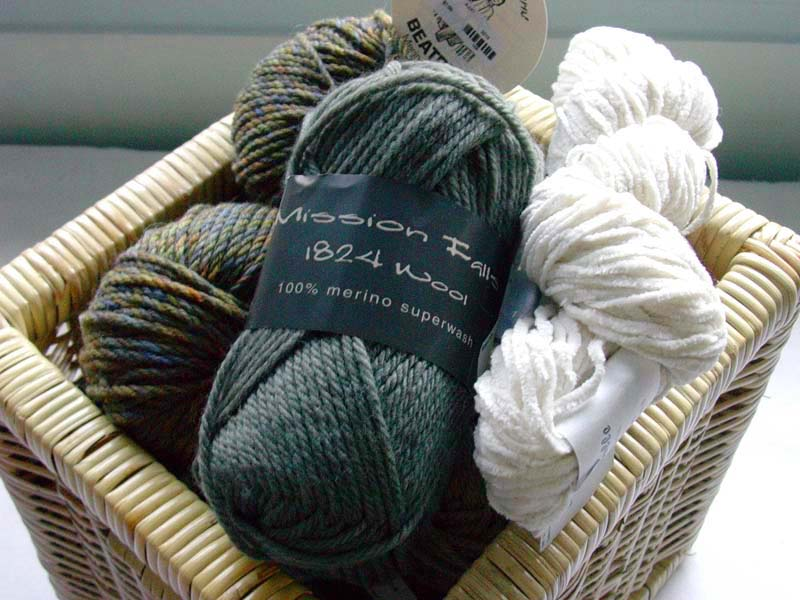
실뭉치와 바구니의 모습.

실(영어: Yarn)은 고치, 털, 솜, 삼 따위를 가늘고 길게 자아 내어서 꼰 것이다. 실은 보통 피륙을 짜고, 바느질을 하는 데 쓰이고, 찢어진 옷을 꿰멜 때에도 쓰인다. 그것을 원사라고 한다.

## 실의 종류
실은 길이와 제조법, 섬유의 종류와 용도, 꼬임에 따라 여러 가지로 나뉜다. 크게 필라멘트사와 방적사로 나뉘는데, 필라멘트사는 견사나 인조 섬유사와 같이 실을 구성하고 있는 섬유가 긴 실로, 섬유를 뽑거나 만들어 놓은 것을 살짝 꼬아 만든다.
방적사는 면이나 양모같이 짧은 섬유, 곧 스테이플 섬유를 섬유의 길이 방향으로 평행하게 잘 정돈하여 잡아당기면서 적당한 꼬임을 주어 만든다. 방적사는 필라멘트사에 비해 부풀어 있어서 공기를 많이 함유하여 촉감이 부드럽고 따뜻하며 위생적이다. 또 섬유의 종류에 따라서 면사·모사·마사·견사·레이온사·합섬사 등으로 나누며 실의 꼬임의 방향에 따라 좌연사·우연사로 나누고, 실의 꼬임 수에 따라 강연사·약연사·방연사 등으로 나눈다.
실은 방적 공정에서 얻은 그대로의 한 올의 실을 단사라고 하고, 단사를 두 올 꼬아서 만든 실을 합사 또는 연합사라고 한다. 합사는 올 수에 따라서 2합사·3합사 등으로 불린다. 재봉사는 몇 개의 연합사를 다시 꼬아서 만든 것이다.

## 용도
- 의료용 실은 치과에서 봉합수술,타 과에서 수술을 할 때 주로 이용한다.

## 실의 굵기
실의 굵기는 실의 지름으로 나타내지 않고 길이와 무게와의 관계로 나타낸다. 일정한 무게에 대한 길이로 표시하는 항중식(번수법)과 일정한 길이에 대한 무게로서 표시하는 항장식이 있다. 보통 필라멘트사는 항장식을 표시하는 단위인 데니어(denier)로, 방적사는 항중식 표시법인 번수(番手)라는 단위로 나타낸다.
길이 9,000m의 실이 1g일 때 이것을 1데니어라고 하고, 2g일 때 2데니어라고 한다. 그러므로 그 수가 클수록 무게가 더 나가므로 굵어진다. 또 번수에는 미터식과 영국식이 있다. 미터식은 1kg의 실의 길이가 1km일 때 1번수라고 한다. 영국식은 면사나 마사에 쓰이는데, 1파운드 무게의 실의 길이가 면사에서는 840야드, 마사는 300야드일 때 각기 1번수라고 한다. 번수가 클수록 실은 가늘어진다.

## 같이 보기
- 재봉실